# Elliot See
Pour les articles homonymes, voir See.
Elliot McKay See Jr. est un pilote d'essai, aviateur naval et aspirant-astronaute américain né le 23 juillet 1927 à Dallas (Texas) et mort le 28 février 1966 à Saint-Louis (Missouri).
See est nommé à l'Académie de la marine marchande des États-Unis en 1945 où il obtient son baccalauréat en sciences en génie maritime et une commission de l'United States Navy Reserve (USNR) en 1949, avant de rejoindre General Electric (GE) en tant qu'ingénieur spécialisé dans les moteurs d'avions. Il est appelé au service actif en tant qu'aviateur naval pendant la guerre de Corée et pilote des chasseurs Grumman F9F Panther depuis le porte-avions USS Randolph en mer Méditerranée et USS Boxer dans l'océan Pacifique occidental. Il épouse Marilyn Denahy en 1954 et ont trois enfants.
See rejoint de nouveau General Electric en 1956 en tant qu'ingénieur d'essais en vol après son service, puis devient chef de groupe et pilote d'essai à la base aérienne Edwards, où il pilote le dernier avion à réaction équipé de moteurs GE. Il obtient également obtenu une maîtrise en génie aéronautique de l'université de Californie à Los Angeles (UCLA).
Sélectionné pour le groupe d'astronautes 2 de la National Aeronautics and Space Administration (NASA) en 1962, See est choisi comme pilote commandant de bord principal pour la mission Gemini 9, ce qui aurait été son premier vol dans l'espace. Il trouve la mort avec son équipier aspirant-astronaute Charles Bassett dans un accident d'avion en 1966 alors qu'il se rend pour une formation sur un simulateur de rendez-vous spatial dans le Missouri.

## Biographie

### Études et famille
See est né à Dallas, au Texas, le 23 juillet 1927 et fréquente la Highland Park High School, où il obtient son diplôme en 1945. See est actif dans les Boy Scouts of America et obtient le grade d'Eagle Scout.
Après avoir d'abord fréquenté l'université du Texas à Austin, où il est membre de la fraternité étudiante Phi Kappa Psi, See est nommé à l'Académie de la marine marchande des États-Unis où il obtient un baccalauréat en sciences en 1949. Il obtient par la suite une maîtrise en sciences en ingénierie de l'université de Californie à Los Angeles en 1962.
Il se marie avec Marilyn Denahy le 30 septembre 1954. Le couple a trois enfants : Sally (née en 1956), Carolyn (née en 1957) et David (né en 1962).

### Carrière militaire
Après l'université de Californie à Los Angeles, See travaille brièvement pour la Lykes Brothers Steamship Company. Il pose ensuite sa candidature chez GE Aviation (General Electric), l'entreprise dans laquelle se trouve son père, et commence le 1er septembre 1949 dans la division General Electric consacrée aux turbines à gaz pour aéronefs à Boston. Lorsque la division s'installe à Cincinnati dans l'Ohio, See fait de même. Il y rencontre sa future épouse, Mary Denahy. See et un colocataire achète un avion de tourisme Silvaire de marque Luscombe Aircraft qu'ils utilisent lors de voyages à travers le pays.

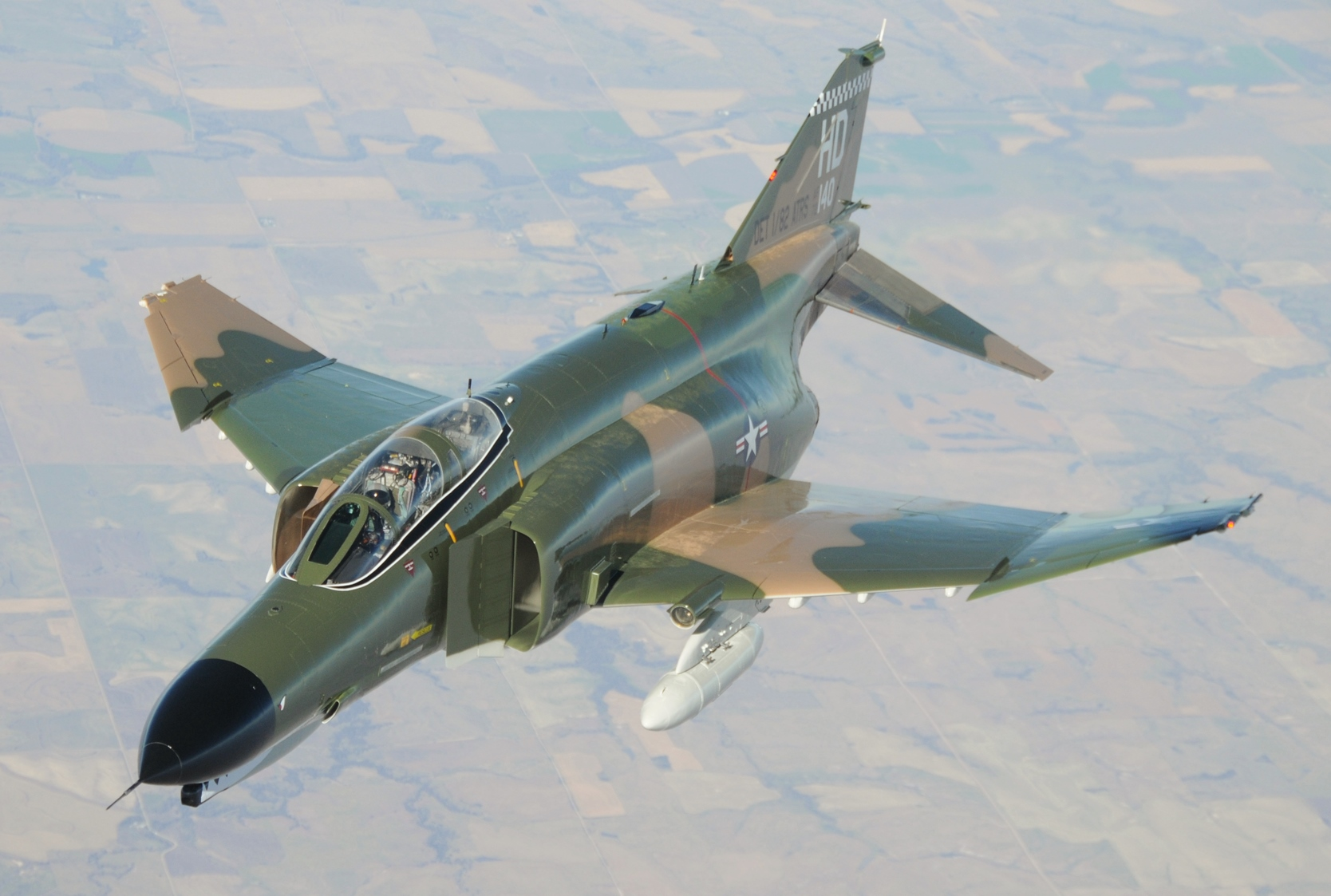
Un McDonnell Douglas F-4 Phantom II.

En 1952, alors qu'il emmène Marilyn en voyage dans son avion, le moteur se mit à dysfonctionner. See tente d'atterrir d'urgence sur une parcelle de terrain mais la roue arrière accroche une ligne électrique et force l'aéronef à percuter le sol. See subit des coupures profondes au visage qui nécessitent une opération de chirurgie plastique. Marilyn échappe à l'accident avec seulement des blessures mineures.
See devient plus tard ingénieur de vol à l'usine d'Evendale, toujours dans l'Ohio. Un an plus tard, il est rappelé des forces de réserve au service actif et affecté au Fighter Squadrоn VF-144, basé à San Diego, pendant seize mois. Il passe quatre semaines à El Centro pour y suivre une formation.
See est ensuite affecté sur l'USS Boxer, un porte-avions en mer Méditerranée. Son escadron vole sur l'avion Grumman F9F Panther. Sur le Boxer, il s'est principalement concentré sur l'entretien, mais apprend également l'appontage sur porte-avions.
Il sert comme aviateur de l'United States Navy de 1953 à 1956, puis il rejoint General Electric en 1956 après son service. Il est pilote d'essai pour le développement du moteur J79-8 utilisé dans l'avion McDonnell Douglas F-4 Phantom II. Il effectue également des essais en vol pour les moteurs J47, J73, J79 et CJ805, notamment en North American F-86 Sabre, Douglas F4D Skyray, Lockheed F-104 Starfighter, Grumman F11F-1F Super Tiger, Douglas B-66, McDonnell Douglas F-4 Phantom II et Northrop T-38 Talon.

### Carrière spatiale
« Accablé n'est pas le mot juste. J'étais émerveillé et certainement ravi. C'est un très grand honneur. »

— Elliot See sur sa sélection comme astronaute.

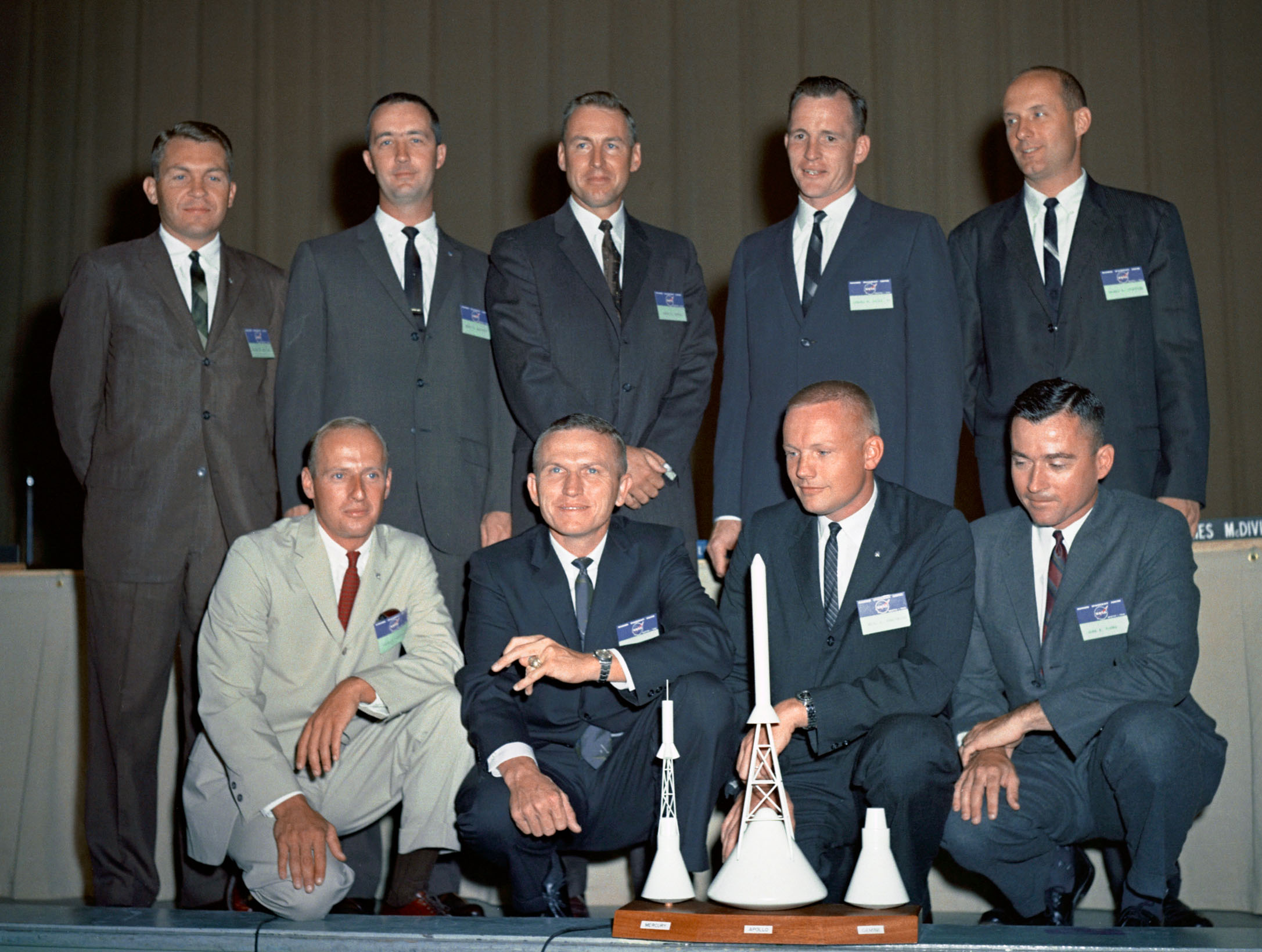
Le groupe d'astronautes 2 le 17 septembre 1962. Au fond : Elliot See, James McDivitt, James Lovell, Edward White et Thomas Stafford. Devant : Charles Conrad, Frank Borman, Neil Armstrong et John Young.

En 1962, See est sélectionné dans le groupe d'astronautes 2 de la National Aeronautics and Space Administration (NASA). Il aide à développer des systèmes de guidage et de navigation. Il sert de pilote de réserve pour la mission Gemini 5, tandis que Neil Armstrong est le pilote commandant de bord de réserve. Ils sont les premiers civils sélectionnés pour un potentiel vol spatial. See est Capsule Communicator (CAPCOM) à Houston lors de la mission de rendez-vous spatial entre Gemini 7 et Gemini 6 (6A) en décembre 1965.
Dans le cadre de la rotation des équipages, il est en attente d'être le pilote principal de Gemini 8, mais est promu pilote commandant de bord de Gemini 9,. Si son vol est retardé dans le temps, il est plus prestigieux car il est le commandant de bord responsable de la mission. Selon l'autobiographie du chef du Bureau des astronautes Deke Slayton, ce dernier n'attribue cependant pas à See une place dans Gemini 8 car il le considère moins capable physiquement d'accomplir une sortie extravéhiculaire.

### Mort

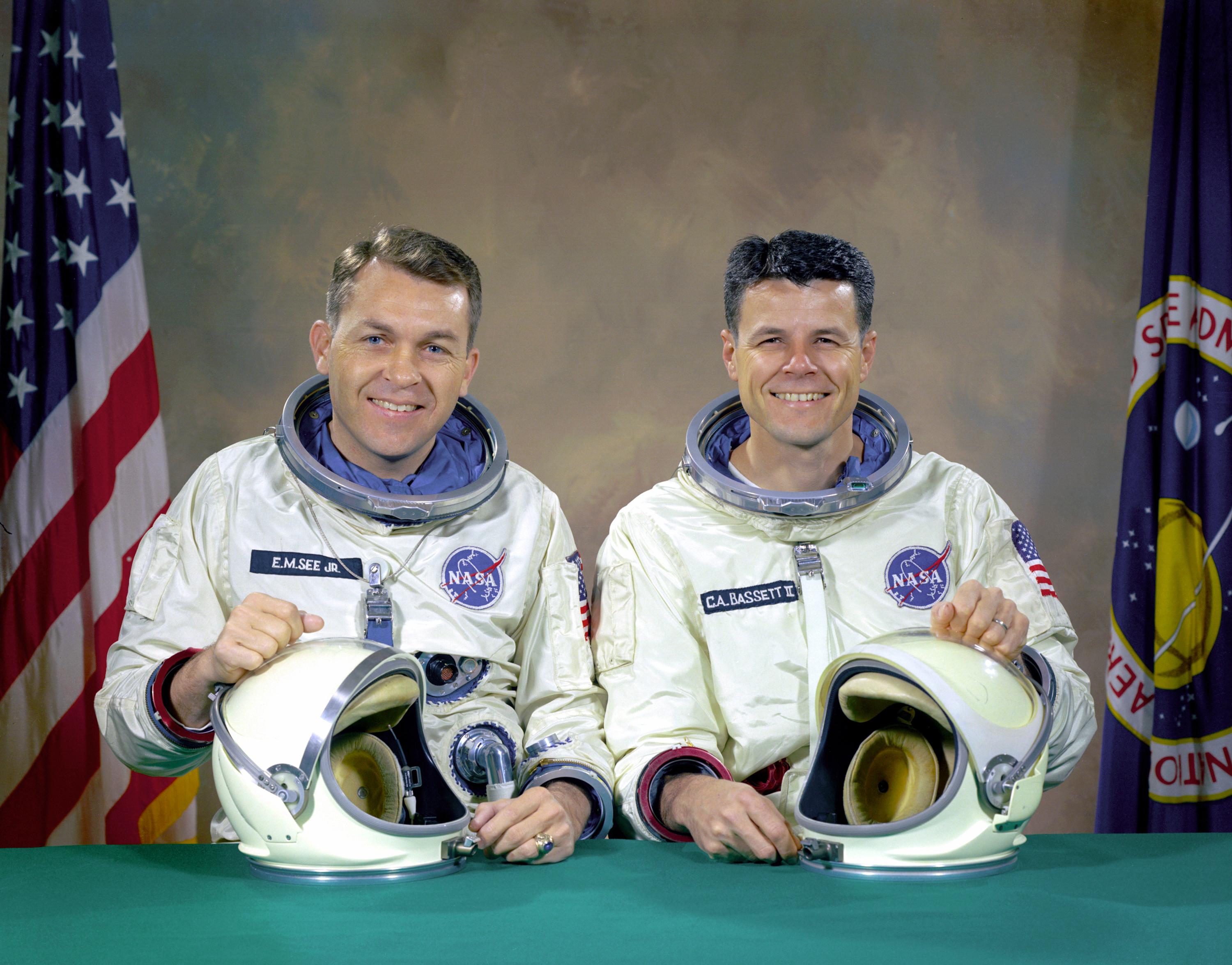
Elliot See et Charles Bassett, équipage prévu pour Gemini 9.

See et son collègue astronaute Charles Bassett, futurs pilotes de la mission Gemini 9, sont tués le 28 février 1966 lorsque leur avion d'entraînement Northrop T-38 Talon en provenance du Texas s'écrase contre un bâtiment de la McDonnell Aircraft Corporation connu sous le nom de centre spatial McDonnell, situé à 300 mètres de Lambert Field — futur aéroport international de Lambert-Saint-Louis — à Saint-Louis dans le Missouri.
See et Bassett se rendaient à ce bâtiment où la capsule spatiale Gemini avait été construite, pour une formation de deux semaines sur un simulateur de rendez-vous spatial avec leur équipage de réserve (Thomas Stafford et Eugene Cernan) dans un autre T-38. Deuxième et troisième morts du programme spatial américain après Theodore Freeman, ils sont enterrés au cimetière national d'Arlington.
Un groupe de la NASA, dirigé par le chef du Bureau des astronautes Alan Shepard, enquête sur l'accident arrivé sur un trajet régulièrement effectué par les astronautes. Bien que le comité envisage des problèmes médicaux ou des problèmes de maintenance de l'aéronef, conjugués aux conditions météorologiques défavorables (pluie, brouillard et nuages bas) et à une défaillance du contrôle aérien, la conclusion finale est que l'accident est la cause d'une erreur de pilotage. See a certainement eu une mauvaise visibilité due au mauvais temps et c'est probablement pour cela qu'il arriva trop bas à sa seconde approche.
À la suite de l'accident, l'équipage de réserve — Thomas Stafford et Eugene Cernan — prend la place de l'équipage principal pour la mission Gemini 9, prévue pour le début du mois de juin sous le nom de Gemini 9A. Premier remaniement d'équipages de ce type dans le programme Gemini, cela affecte le choix des équipages pour certaines des premières missions pilotées du programme Apollo.
Slayton exprime plus tard les doutes qu'il avait sur les capacités de vol de See, affirmant qu'il volait trop lentement et qu'il « n'était pas assez agressif ». Néanmoins, See cumule dans sa carrière plus de 3 900 heures de temps de vol, dont plus de 3 300 heures en avion à réaction.

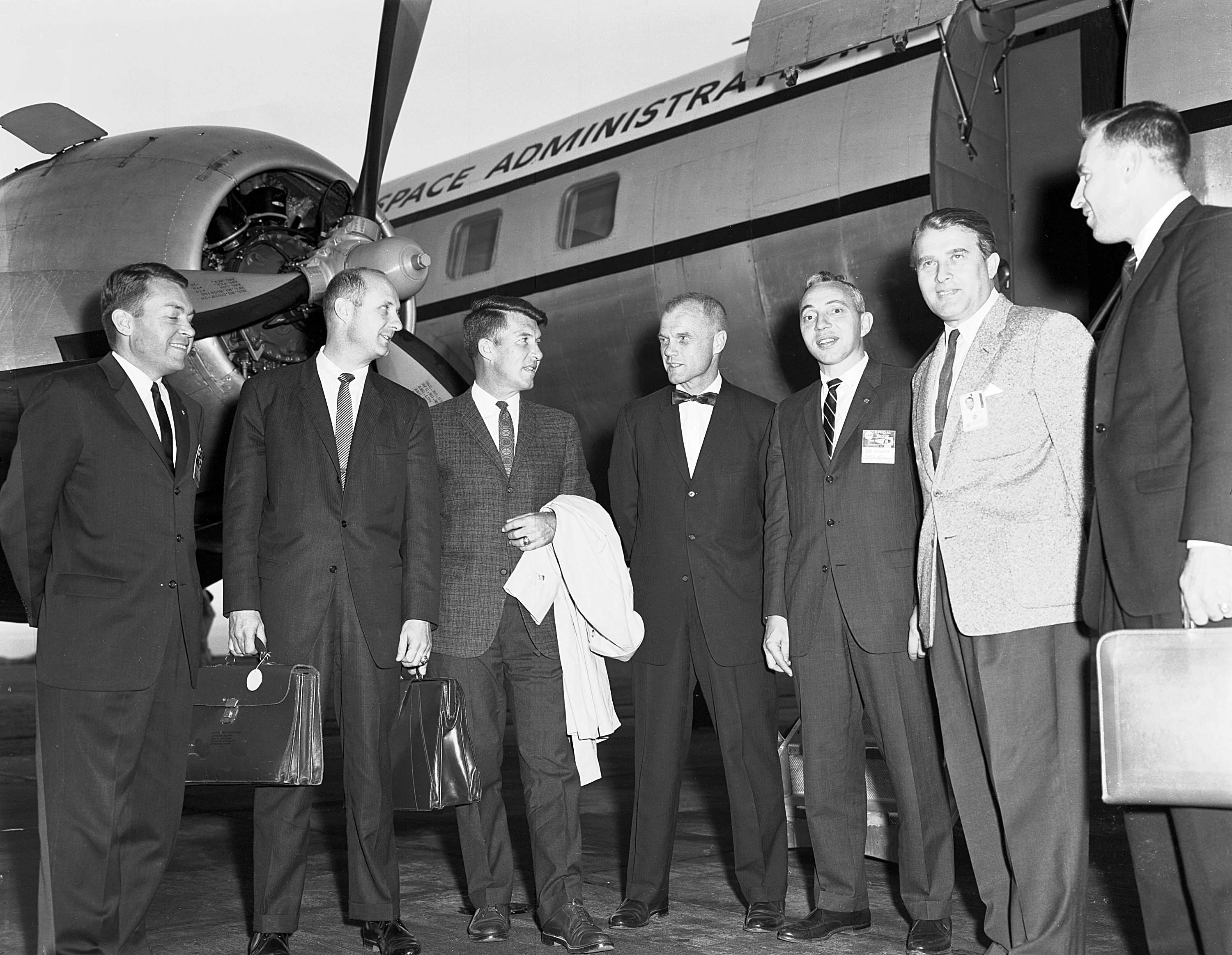
See (gauche) et d'autres astronautes et officiels de la NASA rencontrant Wernher von Braun en septembre 1962.
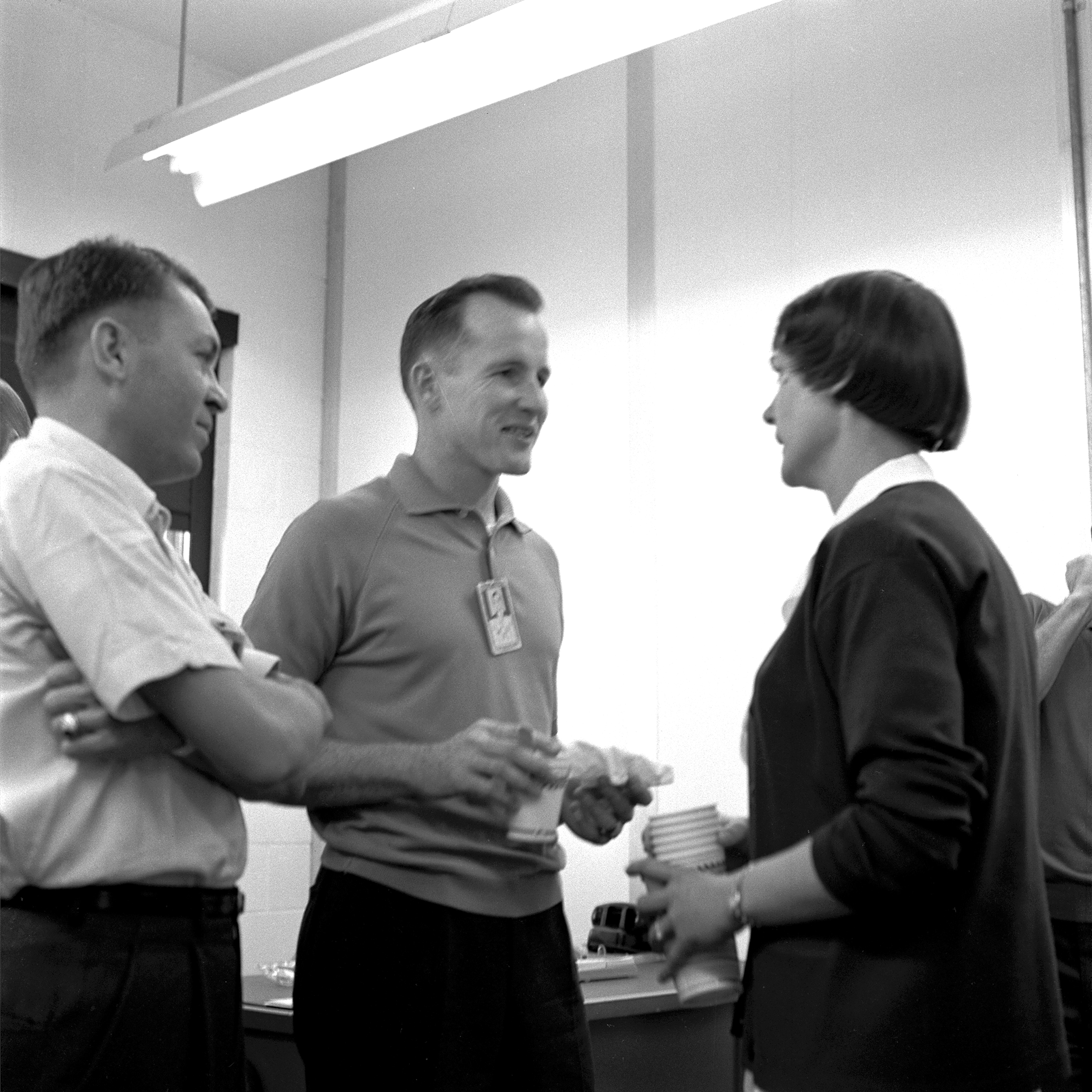
See (gauche) aux côtés d'Edward White en discussion avec une infirmière le 25 octobre 1962.
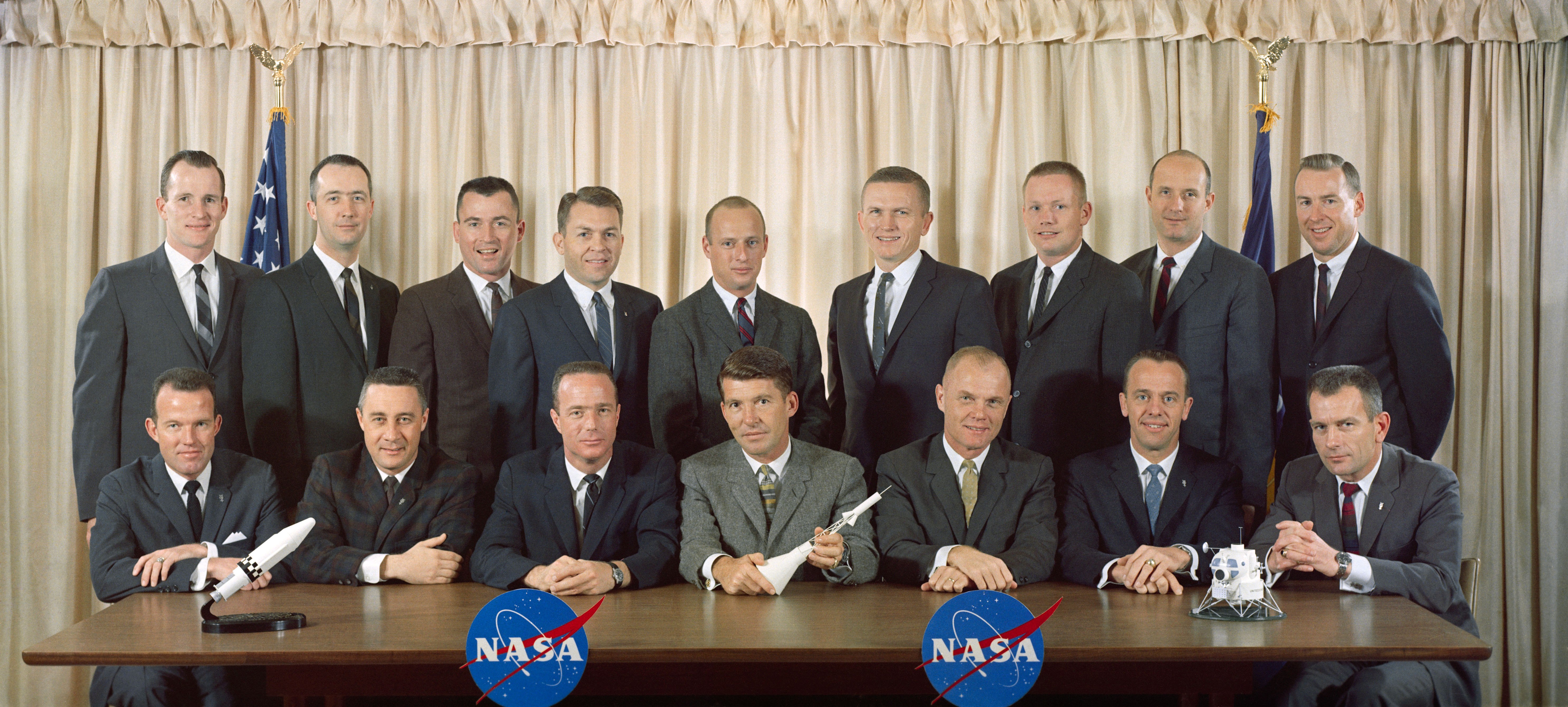
Les groupes d'astronautes 1 et 2 réunis le 19 février 1963. See est à la rangée du fond, quatrième en partant de la gauche.
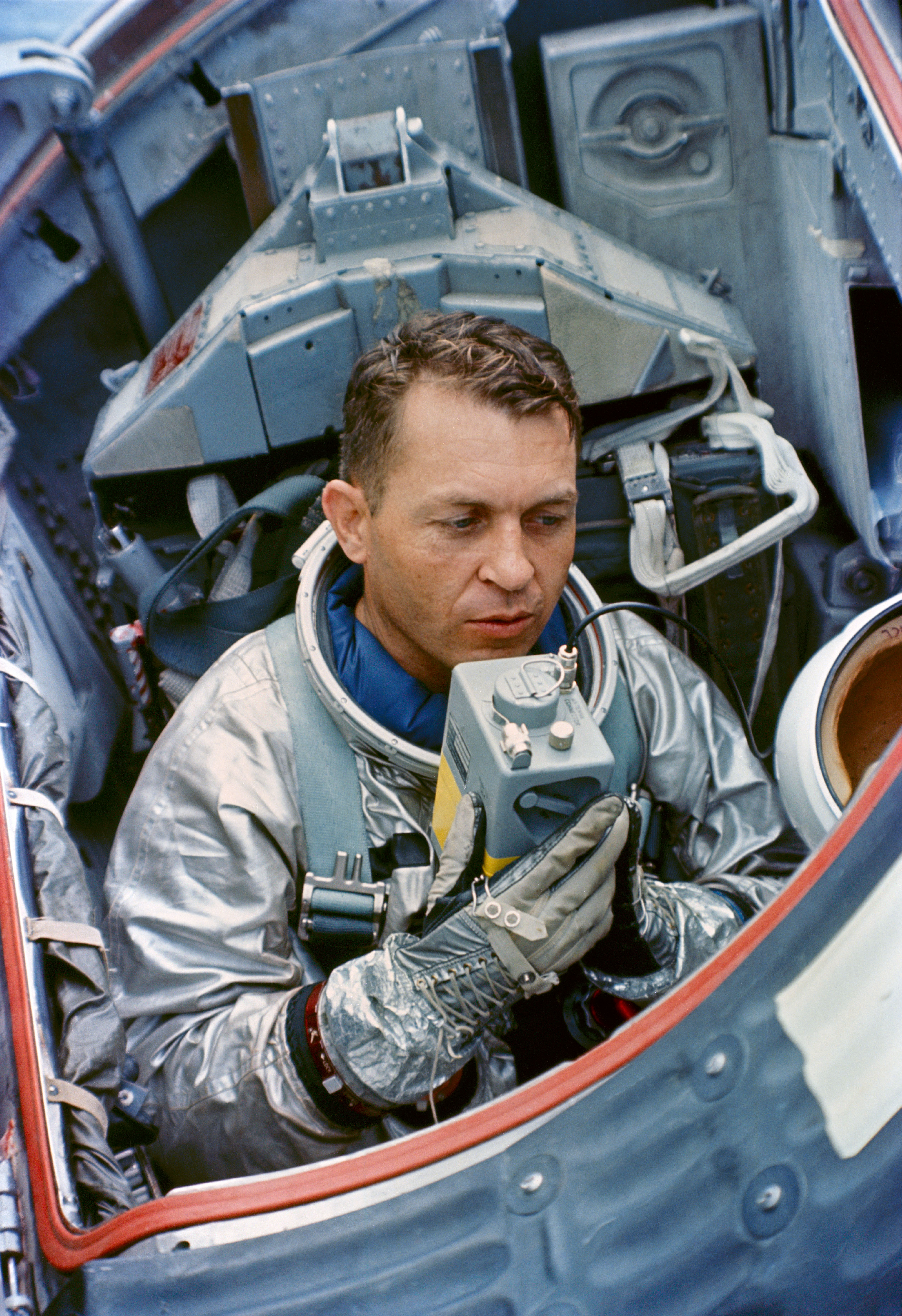
See le 16 juillet 1965 pour un entraînement en mer.
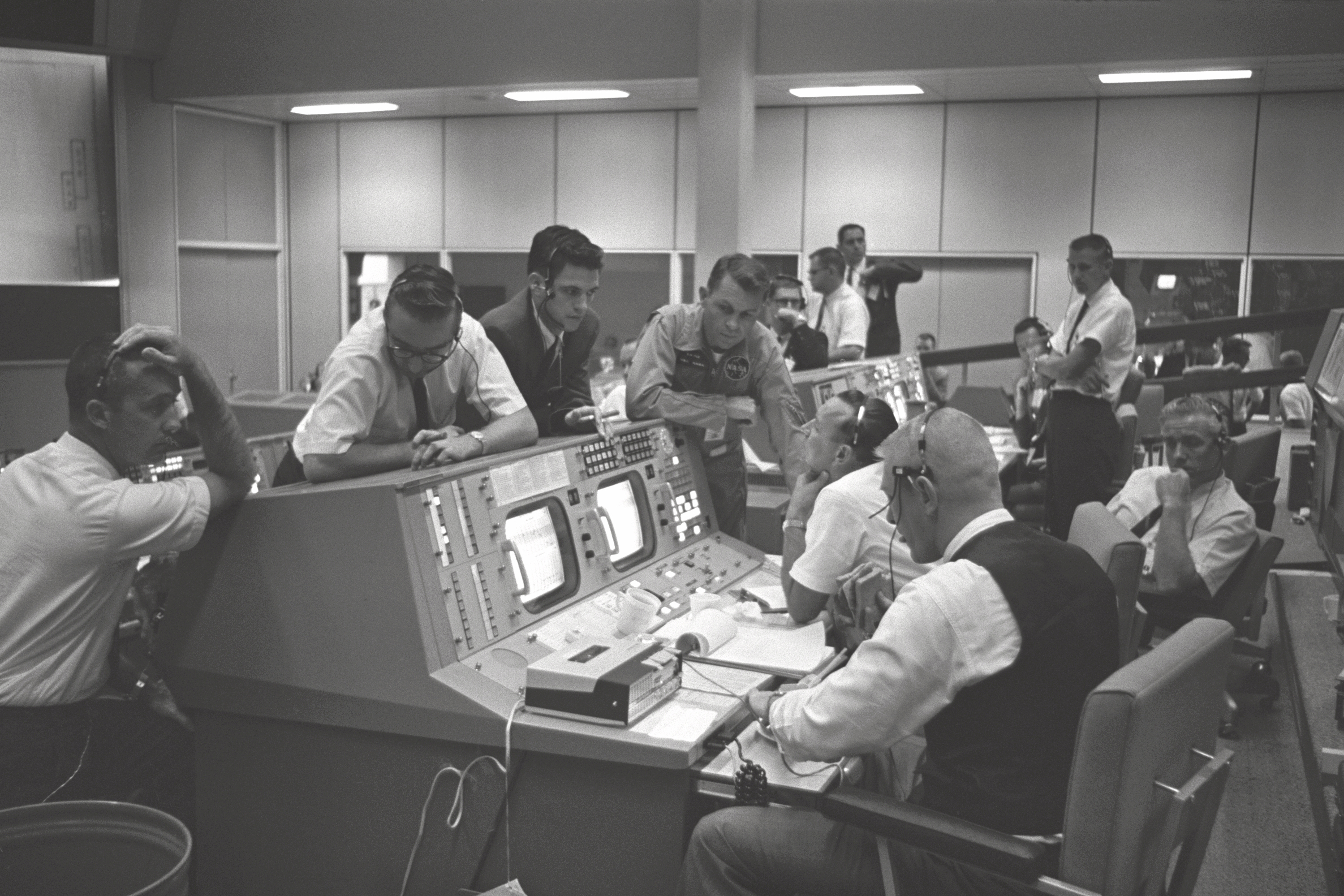
Gene Kranz (devant) et Christopher Kraft (derrière) à leurs consoles du centre de contrôle de mission avec notamment See (en combinaison) le 21 août 1965.

## Décorations, hommages et postérité

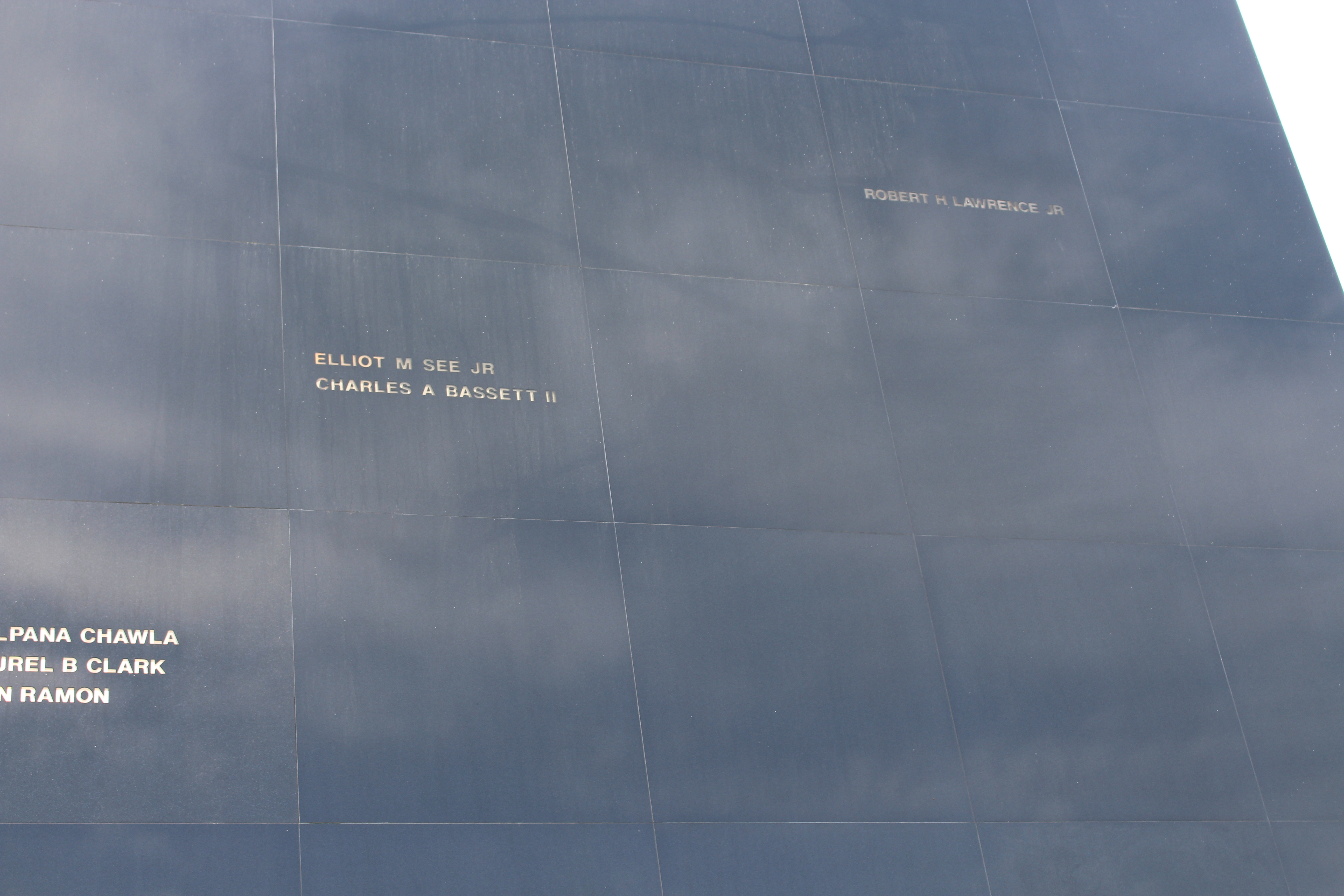
Le nom de See, avec celui de Bassett, sur le Space Mirror Memorial.

Le nom de See figure sur la plaque accompagnant la sculpture Fallen Astronaut déposée sur la Lune le 1er août 1971 par l'équipage d'Apollo 15. Son nom figure également depuis 1991 sur le Space Mirror Memorial du complexe des visiteurs du centre spatial Kennedy.
Un récit approuvé par sa famille de la vie et de la carrière de See figure dans le livre Fallen Astronauts (2003) écrit par les historiens de l'espace, Colin Burgess et Kate Doolan.
Durant sa vie, See est un membre de la Society of Experimental Test Pilots (SETP) et un membre associé de l'American Institute of Aeronautics and Astronautics (AIAA).
Dans le film First Man : Le Premier Homme sur la Lune (2018), son rôle est joué par Patrick Fugit.